# Quercus fulvisericeous
Quercus fulvisericeous là một loài thực vật có hoa trong họ Cử. Loài này được (Y.C. Hsu & D.M. Wang) Z.K. Zhou miêu tả khoa học đầu tiên năm 1998.